# Кристур (Хунедоара)
Кристур (рум. Cristur) насеље је у Румунији у округу Хунедоара у општини Дева. Oпштина се налази на надморској висини од 202 m.

## Становништво
Према подацима из 2002. године у насељу је живело 1388 становника.

### Попис2002.
| Расподела становништва по националности 2002.‍ | Расподела становништва по националности 2002.‍ | Расподела становништва по националности 2002.‍ | Расподела становништва по националности 2002.‍ | Расподела становништва по националности 2002.‍ |
| --------------------------------------------- | --------------------------------------------- | --------------------------------------------- | --------------------------------------------- | --------------------------------------------- |
|                                               |                                               |                                               |                                               |                                               |
| Румуни                                        | Румуни                                        |                                               | 589                                           | 42,5%                                         |
| Мађари                                        | Мађари                                        |                                               | 791                                           | 57,1%                                         |
| Роми                                          | Роми                                          |                                               | 5                                             | 0,4%                                          |